# ニューヨーク市警察博物館

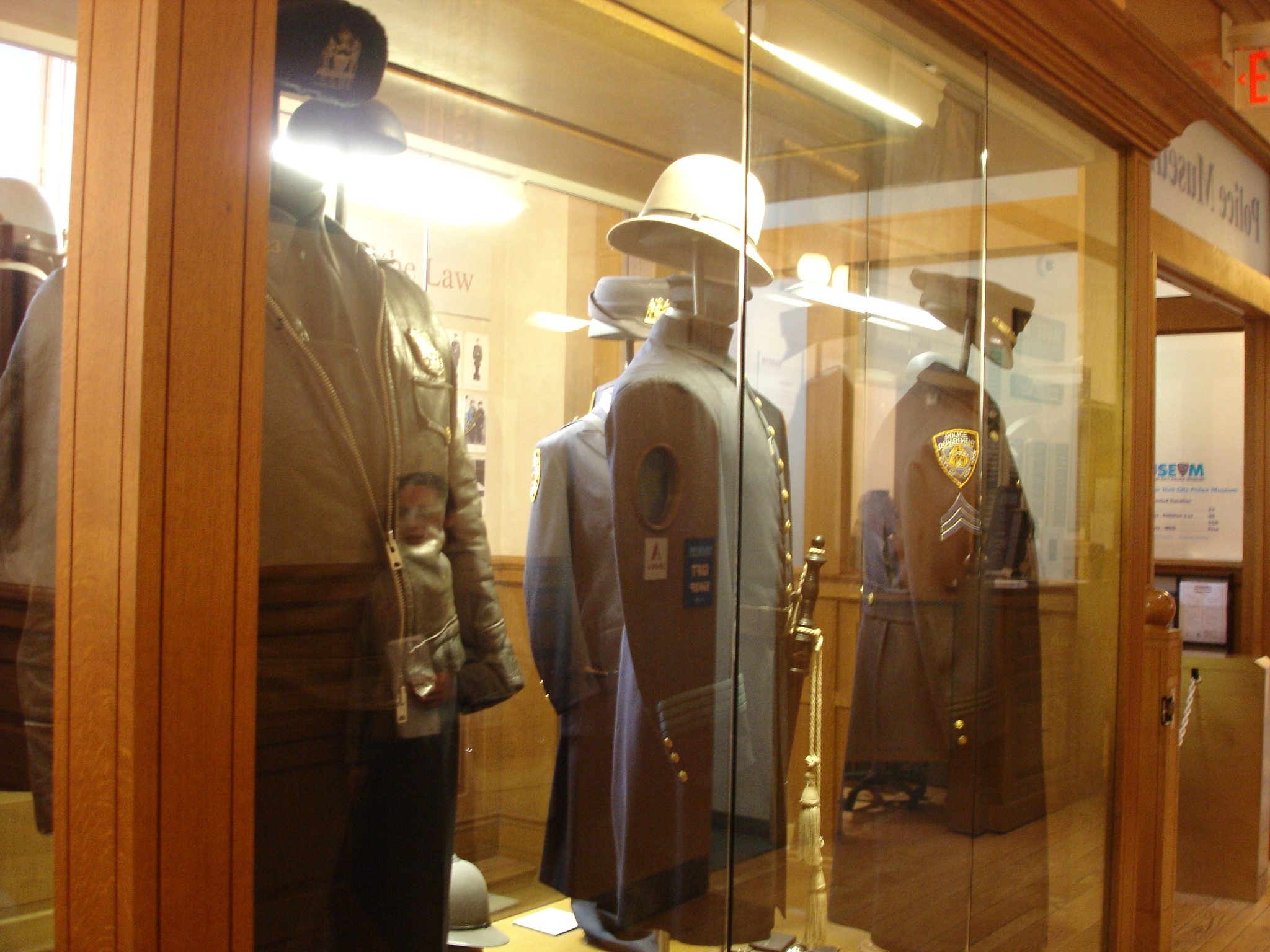
博物館のディスプレイに展示される警察の制服

ニューヨーク市警察博物館（NYCPM、英語: New York City Police Museum）は、1845年に設立され、ニューヨーク市警察の歴史や貢献を展示している。博物館は、ニューヨーク市ロウアー・マンハッタンのウォール街、サウス・ストリート・シーポート近くに位置している。

## 概要
目玉であるアメリカ同時多発テロ事件の展示を含む、ニューヨーク市警察の歴史を幅広く紹介している。博物館は、ギャラリーから成長し、2000年1月に26 ブロードウェイのボウリング・グリーンに開館し、ニューヨーク市警察学校に収容されていたが、2002年1月に100 オールド・スリップにある以前の第1管区警察署で再オープンした。
博物館ではさらに、裁判官でも射撃が下手でも警察の銃撃戦をシミュレーションすることができ、一般人が警察の職業についてあらゆる理解を持つこと、また、メディアによる情報用よりも警察についてより良い理解を得ることが可能となっている。展示品に論争が無いわけではなく、市の歴史家は、ニューヨーク市警察の論争となっているものを省いているとして、博物館を非難した。

## 歴史
1998年2月16日、警察博物館の計画は、当時の警察部長ハワード・サフィアとダウンタウン・ニューヨーク（改善地区）が、ロウアー・マンハッタンの新しい駐在所に代わり、500万$を博物館の費用にあてたことにより、明らかにされた。博物館への資金提供は、他の取引をまとめきれる余裕のないものを犠牲にしたとして、非難された。その結果、ルドルフ・ジュリアーニ市長は、2日後に博物館のための費用を取り消した。同年3月には、ニューヨーク警察博物館非営利事業が始められ、1999年4月に博物館がオープンしたが、公式な公表は2000年1月19日まで行われなかった。

### ブロードウェイ
2000年1月のオープンから、市からの支援で、博物館は10年以上無料で賃貸され、警官により私的に運営された。個人の支援者は、博物館建設のために200万$以上を寄贈し、市は100万$を寄与した。博物館は、警察の良い功績を示すための場所で、警察が一部の良くない出来事についてはごまかしているという評価もあった。
新しい博物館は、東20丁目に置かれた警察学校の小さなギャラリーと交換した。新しい博物館に持ち込まれた展示品には、1853年の最初からの警察の制服の発展に関するディスプレイ、1928年のフランキー・イェール殺人事件で、アル・カポネらによって使用された銃、ニューヨークの暗黒街殺人で最初に使用された機関銃、1909年、シチリア島でのジョゼッペ・ペトロジーノ（国外で職務中に殺されたNYPDでただ1人の人物）殺人に続くイタリアからニューヨーク市への贈り物などがある。他の展示品には、緑と白のラジオカー、古い小火器、ブロンクス・モーリス・ハイツの第46管区からの木製机がある。

### オールド・スリップ

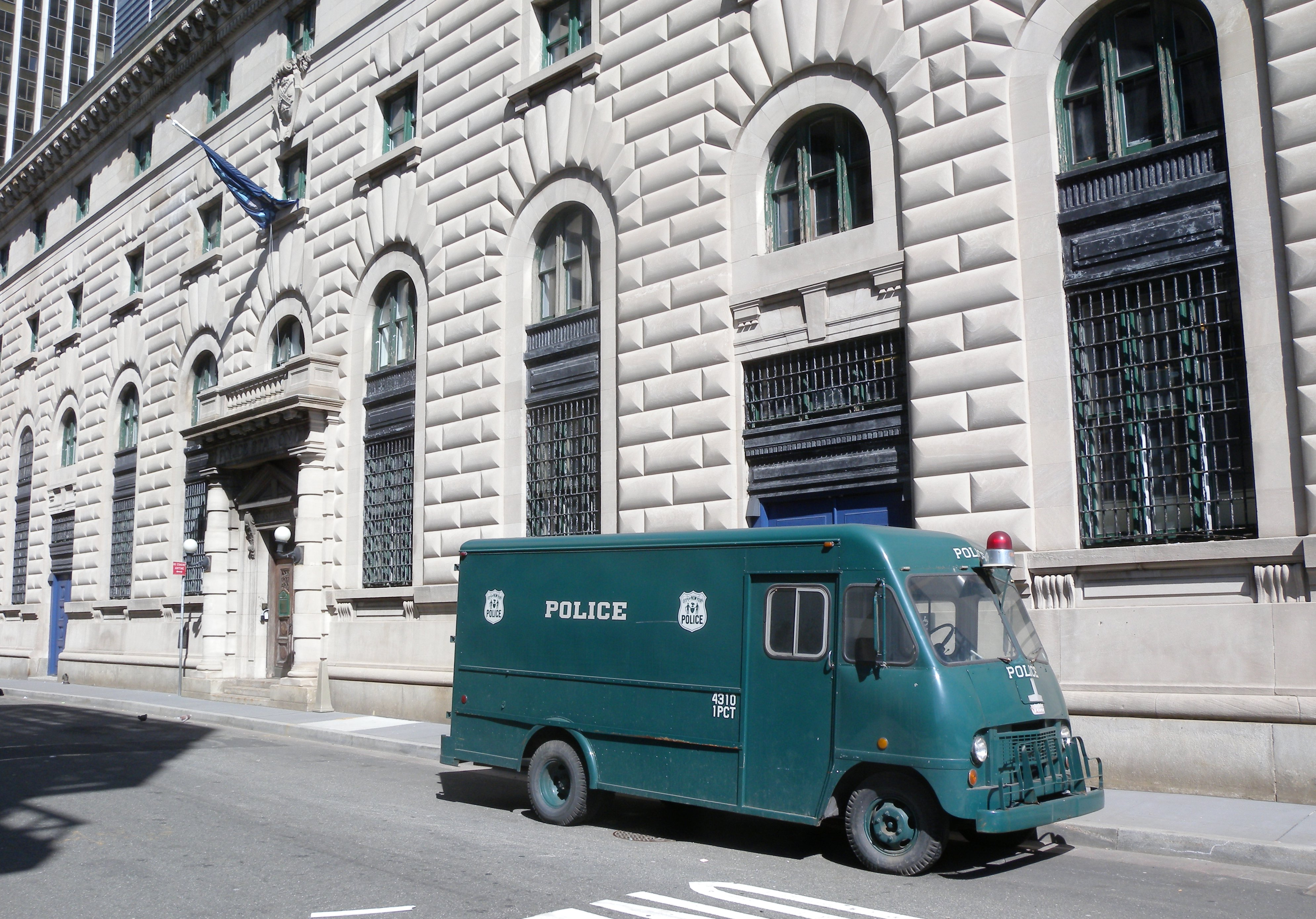
ディスプレイの外にあるパトロール・ワゴン

2002年1月、博物館は、オールド・スリップに面した、よりサウス・ストリート・シーポートに近い場所に再オープンした。新しく入居した建物は、リチャード・ホランド・ハントとジョセフ・ホランド・ハントの協力により1909年から1911年にかけて建造され、旧第1管区ビルディングでもあった。ニューヨーク市歴史建造物となった建物は、当時警察署のモデルでもあった。1884年から1973年にかけて、この目立つルスティカ建築のファサードを備えたフィレンツェのルネサンス風宮殿は、第1管区警察署として使用され、歴史家の1人は「世界で最も重要な警察署」と呼んだ。警察署は、1977年の不正のスキャンダルによって閉鎖され、博物館員は博物館のこの場所への移転を、警察の歴史につなげる機会であるとした。博物館の新しいスペースの建造と修復には、400万$以上がかかり、展示スペースは約45%増加した。
新しい展示には、1972年のプリムス・ヒューリーの刑務所用モデル、ウィリー・サットンが所有する鍵破り道具、博物館の3階を占領する9.11テロの広範囲にわたる展示、1861年8月6日のデイビッド・マーティンに始まる職務中に死亡した全てのニューヨーク市警察職員の名前とバッジを展示するヒーローのホールが含まれる。新しい博物館の展示は明らかに拡大したが、論争の的である出来事の一部が省かれている以前と同じ批判を受けており、包括的ではない。9.11テロ後1周年を記念しての博物館の展示品では、来館者が、テロとグラウンド・ゼロの残骸によって引き起こされた肉体的ダメージの第一印象を受けることを可能とした。